# Magnolia obovata
Magnolia obovata là một loài thực vật có hoa trong họ Magnoliaceae. Loài này được Thunb. mô tả khoa học đầu tiên năm 1794.